# Brändan
Brändan is een plaats in de gemeente Leksand in het landschap Dalarna en de provincie Dalarnas län in Zweden. De plaats heeft 54 inwoners (2005) en een oppervlakte van 34 hectare.